# Afton Williamson
Afton C. Williamson (Sylvania (Ohio), 7 september 1984) is een Amerikaans actrice.

## Biografie
Williamson werd geboren in Sylvania (Ohio), en haalde haar bachelor of fine arts aan de Eastern Michigan University in Ypsilanti (Michigan) en haar master of fine arts aan de Alabama Shakespeare Festival in Montgomery (Alabama). Zij begon in 2009 met acteren als understudy op Broadway in de rol van Susan in het toneelstuk Race. Hierna speelde zij als understudy de rollen van Mattie Campbell, Molly Cunningham en Martha Pentecost in het toneelstuk Joe Turner's Come and Gone.
Williamson begon in 2010 met acteren voor televisie in de televisieserie The Good Wife, waarna zij nog meerdere rollen speelde in televisieseries en films.

## Filmografie

### Films
- 2020 Still Here - als Tiffany Watson
- 2019 Otherhood - als Julia
- 2018 Write When You Get Work - als Valamy Vega
- 2016 The Breaks - als Nikki
- 2012 Abducted: The Carlina White Story - als Cassandra
- 2012 Man on a Ledge - als Janice Ackerman
- 2011 Da Brick - als Rachel
- 2011 Pariah - als Mika

### Televisieseries
Uitgezonderd eenmalige gastrollen.
- 2018-2019 The Rookie - als Talia Bishop - 20 afl.
- 2018 Shades of Blue - als Katie Myers - 7 afl.
- 2017 The Breaks - als Nikki - 8 afl.
- 2016 The Night Of - als Wiggins - 5 afl.
- 2015-2016 Blindspot - als Kara Sloane - 2 afl.
- 2013-2015 The Following - als Haley Mercury - 2 afl.
- 2014-2015 Banshee - als Alison Medding - 14 afl.
- 2012 Nashville - als Makena - 3 afl.
- 2011-2012 A Gifted Man - als Autumn - 8 afl.
- 2011 Homeland - als Helen Walker - 3 afl.

- Library of Congress Control Number: no2012136575
- Virtual International Authority File: 275263625
- WorldCat: E39PBJmpcDfwYpkkPvtBFdX8G3